# 第22回参議院議員通常選挙
第22回参議院議員通常選挙（だい22かいさんぎいんぎいんつうじょうせんきょ）は、2010年（平成22年）7月11日に日本で行われた国会（参議院）議員の選挙である。

## 概要
第174通常国会が2010年（平成22年）6月16日に閉会となり、これに伴う同日の臨時閣議で2010年（平成22年）6月24日公示とする日程が決まった。
2004年（平成16年）7月11日施行の第20回参議院議員通常選挙で当選した議員が改選対象となった。民主党にとっては政権交代後、初の与党としての大型国政選挙であり、自民党にとっては野党の立場として初の大型国政選挙である。
平成生まれの人が初めて選挙権（当時は20歳以上）を得た参議院議員通常選挙であった。

### 参院選までの動向

#### 政権交代と鳩山内閣発足
前年（2009年（平成21年）8月30日執行）の第45回衆議院議員総選挙では、民主党が歴史的な大勝を収め、政権交代が実現。同年9月16日には鳩山由紀夫内閣が発足した。
鳩山内閣は、当初、70%を超す高い内閣支持率を得てスタートし、発足直後から国連での一般演説で、温室効果ガスなどのCO2削減目標の引き上げ（1990年（平成2年）比25%の削減目標）・自衛隊インド洋派遣の撤退・公共事業の見直し（いわゆる「コンクリートから人へ」）などの政策転換を積極的に推し進めた。11月には行政の無駄をあぶりだすことを目的に事業仕分けがおこなわれ、これも世論からおおむね好意的な評価を受けた。しかし、民主党マニフェスト実行のために子ども手当法や高校無償化法などの新たな歳出や、不況による税収落ち込みもあって平成22年度予算では過去最大となる44兆円の国債を発行するに至った。
他方で、民主党の小沢一郎幹事長の政治資金収支報告書の虚偽記載問題が再燃し、また、鳩山首相自身にも母親からの多額の生前贈与に対して、贈与税を納めていなかった事実が発覚。自民党政権時代から続く「政治とカネ」を巡る不信に加え、鳩山よりも小沢に実質的な権力が集中する「二重権力構造」や、選挙支援と引き換えに予算配分を行う小沢の政治手法などが党内外で問題視されるようになると批判が徐々に強まり、内閣支持率も下落に転じたが、予算が年度内に成立したこともあり、この段階では政権運営に致命的な影響を与えるには至らなかった。
同時期、並行して深刻な問題となり始めていたのが米軍の普天間基地移設問題であった。移設先を「最低でも沖縄県外が期待される」として総選挙を戦った鳩山は、地元及びアメリカが合意していた、沖縄県名護市辺野古沿岸部（キャンプ・シュワブ）へ移設する現行案を一端白紙に戻し、沖縄県外・日本国外移設の道を探っていた。普天間問題は政権交代当初は必ずしも重要視されていなかったが、結果的にはこの問題が鳩山政権を追い詰めていくことになる。

#### 社民党の連立政権離脱、鳩山首相と小沢幹事長の辞任、菅内閣発足

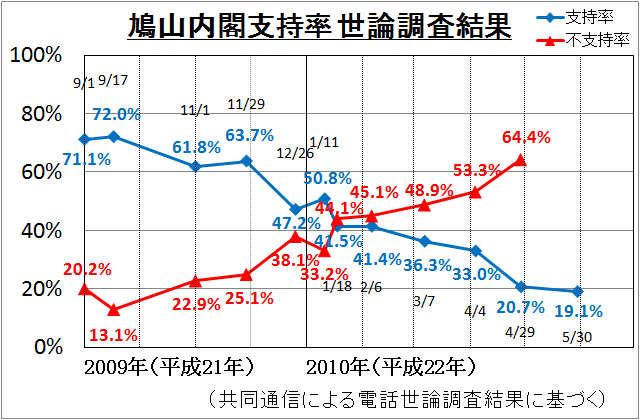
鳩山内閣の支持率
不支持率(赤)
支持率(青)
世論調査結果

翌2010年になると普天間問題が大きく取り沙汰されるようになり、移設先について二転三転した末、鳩山政権は安全保障上の制約から県外移設を断念。結局、現行案のキャンプ・シュワブ沿岸部にほぼ戻る形で改めて日米合意を取り付け、鳩山は共同声明発表の場で謝罪するが、この重大な約束違反は厳しい批判を浴び、内閣支持率が20%を割り込むなど、政権発足後もっとも厳しい局面に立たされることとなった。民主党・国民新党・社会民主党による連立政権で政権が運営されていたが、移設先を現行案に戻す閣議で署名を拒否した社民党党首の福島瑞穂が、消費者・少子化担当大臣を罷免されたことを受け、社民党は8か月で連立解消を決定し、与党から野党に戻った。これにより、与党が過半数維持に必要な議席数が3党（民社国連立政権）で54議席以上から、2党（民国連立政権）で56議席以上と増加し、維持が難しくなった。さらに追い討ちをかけたのが、宮崎県で発生した口蹄疫の流行における政府の初動対応の遅れと、宮崎県への責任転嫁であった（これは実際の選挙結果で、九州において大分を除くすべての選挙区に自民党が議席を持つ結果につながったとされる）。鳩山首相のままでは参院選を戦えないという改選対象の民主党参院議員の不満が高まり、鳩山への問責決議案が出た場合、民主党からも造反者が出て可決されかねず、政権運営が困難になる可能性が高まった。6月2日に鳩山が民主党両院議員総会での発言を求め、民主党代表及び内閣総理大臣の職を退くと辞意を表明、小沢も共に辞意を表明。
これを受けて、2日後の4日に急遽民主党代表選挙が実施され、菅直人が勝利。同日の国会に於いて内閣総理大臣指名選挙によって第94代内閣総理大臣に指名され、6月8日に菅内閣を組閣、天皇の認証式を経て正式に就任した。国民新党代表・亀井静香郵政改革・金融担当相は、今国会での郵政改革法案の成立が廃案、先送りになった責任をとり組閣早々に辞任。しかし、政権は離脱しなかった。後任には同党の自見庄三郎幹事長が就任した。
菅内閣発足当初の支持率はおおむね60%台と、末期には20%前後にまで落ちていた鳩山内閣の支持率からV字回復を果たし、この高支持率を維持したまま選挙に突入すべく、民主党は野党との党首討論も予算委員会もせず国会を閉会。このまま民主党が逃げ切りを図ると思われたが、菅首相が消費税の増税に触れ、さらにその発言が二転三転したことなどで支持率が急落、選挙直前には40%台にまで落ち込んだ。
参院選の任期切れ目前で首相が交代したため、選挙管理内閣の性格を見せたが、内閣発足から34日目で参議院議員通常選挙の投票日に入ったのは、歴代最短記録である。

#### 自民党の分裂と政党乱立
2009年（平成21年）の第45回衆議院議員総選挙で大敗し野党に転じた自民党からは14人の現職国会議員と11人の元職国会議員の計25人が離党した。
その一部がこの参院選をにらんで新党を立ち上げた。
- たちあがれ日本は「郵政民営化」に反対した事で自民党を離党した平沼赳夫が代表となり、これに元財務大臣の与謝野馨らが自民党を離党して加わり、5人の国会議員を確保して法律上の政党要件を満たした。また、東京都知事の石原慎太郎がこれとは別に発起人・応援団長として加わっている。10議席以上の確保を目標にしている[8]。しかし郵政民営化については、「100%民営化」を前提としつつ、全国どこでも公平に利用できる制度設計をすると公約に掲げた。
- 新党改革は、自民党執行部批判を繰り返していた舛添要一と一部議員が自民党を離党し、衆院選後自民党と連立会派を組んでいた改革クラブに加わり、これを名称変更するかたちで発足。自民党との連立会派を解消し、舛添が代表となった。これに反発した中村喜四郎と大江康弘が改革クラブを離党した。比例区での10議席確保を目標とした。

これらの党に加え、2009年衆院選前から存在した国民新党（2005年（平成17年）結党）、みんなの党（2009年（平成21年）結党）も存在し、2010年4月に地方首長を中心として日本創新党が結党されるなど、保守勢力から多くの政党が乱立した。
一連の離党の動きに対し、自民党執行部、特に党幹事長の大島理森が強く批判。離党した現職および元職の国会議員のうち、党紀委員会での審査を経て6人（松田岩夫、清水鴻一郎、与謝野馨、舛添要一、中山成彬、水野賢一）に対して除名処分が下された。特に与謝野と舛添の除名が注目されたが、党紀委員会では政党票で当選した比例選出議員であることや新党結党首謀者として他の自民党国会議員に対して新党結党のために自民党離党を促したことを反党行為とされた。

## 選挙データ

### 内閣
- 菅直人内閣（第94代）
  - 首相：菅直人（民主党代表）
  - 与党：民主党、国民新党（民国連立政権）

### 公示日
- 2010年（平成22年）6月24日

### 投票日
- 2010年（平成22年）7月11日[注 1]

### 改選数
公職選挙法改正により前回選挙に続き、選挙区の4増4減が決定し、今選挙で2増2減が実施された。
増員区：東京都（1）、千葉県（1）
減員区：栃木県（1）、群馬県（1）
- 121（）
  - 選挙区：73（）
  - 比例区：48（）

| 北海道 2 青森 1 岩手 1 宮城 2 秋田 1 山形 1 福島 2 茨城 2 栃木 1 群馬 1 埼玉 3 千葉 3 東京 5 神奈川 3 新潟 2 富山 1 石川 1 福井 1 山梨 1 長野 2 岐阜 2 静岡 2 愛知 3 三重 1 滋賀 1 京都 2 大阪 3 兵庫 2 奈良 1 和歌山 1 鳥取 1 島根 1 岡山 2 広島 2 山口 1 徳島 1 高知 1 香川 1 愛媛 1 福岡 2 佐賀 1 長崎 1 熊本 1 大分 1 宮崎 1 鹿児島 1 沖縄 1 ※ 太字は定数改選の選挙区。 |

### 選挙制度
- 選挙区
  - 小選挙区制：29（2）
    - 02人区（1人改選）：29[注 2]

  - 中選挙区制：44（）
    - 04人区（2人改選）：12[注 3]
    - 06人区（3人改選）：05（埼玉県、千葉県、神奈川県、愛知県、大阪府）
    - 10人区（5人改選）：01（東京都）
- 比例区
  - 非拘束名簿式比例代表制：48（）

#### 投票方法
秘密投票、単記投票、2票制（選挙区・比例区）

#### 選挙権
満20歳以上の日本国民

#### 被選挙権
満30歳以上の日本国民

#### 有権者数
14,029,135（男性：50,269,188　女性：53,759,947）

### 選挙関連経費
- 2009年11月17日、総務省の選挙関連経費として事業仕分けの対象となり、参議院議員通常選挙関係経費（開票作業等）は10%から20%程度の縮減、参議院議員通常選挙関係経費（啓発推進経費）は大幅縮減、明るい選挙推進費は廃止とされ[10][11][12]、総務省から各自治体に交付される選挙経費は削減されることとなり各自治体は工夫をこらすものの苦悩し、また有権者からの苦情も寄せられ、コスト削減の影響も広がっている。予算は前回より約90億円減額の436億円、総務省は削減の徹底を求めている[13]。地方自治体の選挙経費は国負担額を規定した国会議員選挙執行経費基準法の改正が間に合わなかったため、法律根拠に合わない国庫支出額が算出されてしまった[14]。

### 同日実施の選挙等

#### 同日実施の選挙
地方首長選挙
- 滋賀県知事選挙
- 東京都杉並区長選挙
- 栃木県下野市長選挙
- 千葉県鎌ケ谷市長選挙
- 神奈川県山北町長選挙
- 茨城県かすみがうら市長選挙

地方議会選挙
- 岩手県議会議員補欠選挙
- 横浜市議会議員補欠選挙
- 大阪市議会議員補欠選挙
- 福井県越前市議会議員選挙
- 福井県永平寺町議会議員選挙

- 茨城県常陸太田市議会議員選挙
- 茨城県常陸大宮市議会議員選挙
- 東京都杉並区議会議員補欠選挙

#### 選挙期間中に行われた選挙
地方首長選挙
- 北海道苫小牧市長選
- 青森県大鰐町長選
- 長野県大町市長選
- 栃木県茂木町長選
- 徳島県佐那河内村長選

地方議会選挙
- 東京都調布市議会議員補欠選挙
- 徳島県佐那河内村議会議員補欠選挙
- 福岡県添田町議会議員選挙

## 選挙活動
437人が立候補した。立候補者数は選挙区に251人、比例区に186人の計437人となった。立候補者数は、第21回参議院議員通常選挙の377人（選挙区218、比例区159）を上回った。

### 党派別立候補者数
| 党派         | 党派                     | 計  | 内訳 | 内訳 | 内訳 | 男性 | 女性 | 選挙区 | 選挙区 | 選挙区 | 選挙区 | 選挙区 | 選挙区 | 比例区 | 比例区 | 比例区 | 比例区 | 比例区 | 比例区 | 議席 | 議席   | 議席   |
| 党派         | 党派                     | 計  | 現   | 元   | 新   | 男性 | 女性 | 計     | 現     | 元     | 新     | 男性   | 女性   | 計     | 現     | 元     | 新     | 男性   | 女性   | 改選 | 非改選 | 公示前 |
| ------------ | ------------------------ | --- | ---- | ---- | ---- | ---- | ---- | ------ | ------ | ------ | ------ | ------ | ------ | ------ | ------ | ------ | ------ | ------ | ------ | ---- | ------ | ------ |
|              | 民主党                   | 106 | 48   | 1    | 57   | 79   | 27   | 61     | 29     | 0      | 32     | 41     | 20     | 45     | 19     | 1      | 25     | 38     | 7      | 54   | 62     | 116    |
|              | 国民新党                 | 9   | 2    | 1    | 6    | 8    | 1    | 2      | 1      | 0      | 1      | 1      | 1      | 7      | 1      | 1      | 5      | 7      | 0      | 3    | 3      | 6      |
|              | 自由民主党               | 84  | 27   | 5    | 52   | 70   | 14   | 49     | 20     | 2      | 27     | 43     | 6      | 35     | 7      | 3      | 25     | 27     | 8      | 38   | 33     | 71     |
|              | 公明党                   | 20  | 6    | 0    | 14   | 16   | 4    | 3      | 1      | 0      | 2      | 2      | 1      | 17     | 5      | 0      | 16     | 14     | 3      | 11   | 10     | 21     |
|              | 日本共産党               | 64  | 4    | 1    | 59   | 46   | 18   | 46     | 1      | 1      | 44     | 37     | 9      | 18     | 3      | 0      | 15     | 9      | 9      | 4    | 3      | 7      |
|              | 新党改革                 | 12  | 2    | 0    | 10   | 11   | 1    | 7      | 1      | 0      | 6      | 6      | 1      | 5      | 1      | 0      | 4      | 5      | 0      | 5    | 1      | 6      |
|              | 社会民主党               | 14  | 1    | 0    | 13   | 9    | 5    | 8      | 0      | 0      | 8      | 5      | 3      | 6      | 1      | 0      | 5      | 4      | 2      | 3    | 2      | 5      |
|              | たちあがれ日本           | 13  | 1    | 1    | 11   | 10   | 3    | 4      | 0      | 0      | 4      | 2      | 2      | 9      | 1      | 1      | 7      | 8      | 1      | 1    | 2      | 3      |
|              | みんなの党               | 44  | 0    | 0    | 44   | 36   | 8    | 21     | 0      | 0      | 21     | 18     | 3      | 23     | 0      | 0      | 23     | 18     | 5      | 0    | 1      | 1      |
|              | 幸福実現党               | 24  | 0    | 0    | 24   | 19   | 5    | 19     | 0      | 0      | 19     | 14     | 5      | 5      | 0      | 0      | 5      | 5      | 0      | 0    | 1      | 1      |
|              | 無所属                   | 21  | 2    | 1    | 18   | 18   | 3    | 21     | 2      | 1      | 18     | 18     | 3      | －     | －     | －     | －     | －     | －     | 1    | 3      | 4      |
|              | 女性党                   | 10  | 0    | 0    | 10   | 0    | 10   | －     | －     | －     | －     | －     | －     | 10     | 0      | 0      | 10     | 0      | 10     | 0    | 0      | 0      |
|              | 日本創新党               | 10  | 0    | 0    | 10   | 9    | 1    | 4      | 0      | 0      | 4      | 3      | 1      | 6      | 0      | 0      | 6      | 6      | 0      | 0    | 0      | 0      |
|              | あきつ新党               | 1   | 0    | 0    | 1    | 1    | 0    | 1      | 0      | 0      | 1      | 1      | 0      | －     | －     | －     | －     | －     | －     | 0    | 0      | 0      |
|              | 新党本質                 | 1   | 0    | 0    | 1    | 1    | 0    | 1      | 0      | 0      | 1      | 1      | 0      | －     | －     | －     | －     | －     | －     | 0    | 0      | 0      |
|              | 新党フリーウェイクラブ   | 1   | 0    | 0    | 1    | 1    | 0    | 1      | 0      | 0      | 1      | 1      | 0      | －     | －     | －     | －     | －     | －     | 0    | 0      | 0      |
|              | 世界経済共同体党         | 1   | 0    | 0    | 1    | 1    | 0    | 1      | 0      | 0      | 1      | 1      | 0      | －     | －     | －     | －     | －     | －     | 0    | 0      | 0      |
|              | スマイル党               | 1   | 0    | 0    | 1    | 1    | 0    | 1      | 0      | 0      | 1      | 1      | 0      | －     | －     | －     | －     | －     | －     | 0    | 0      | 0      |
|              | 平和党核兵器廃絶平和運動 | 1   | 0    | 0    | 1    | 1    | 0    | 1      | 0      | 0      | 1      | 1      | 0      | －     | －     | －     | －     | －     | －     | 0    | 0      | 0      |
|              | 新党日本                 | －  | －   | －   | －   | －   | －   | －     | －     | －     | －     | －     | －     | －     | －     | －     | －     | －     | －     | 0    | 1      | 1      |
|              | 沖縄社会大衆党           | －  | －   | －   | －   | －   | －   | －     | －     | －     | －     | －     | －     | －     | －     | －     | －     | －     | －     | 0    | 1      | 1      |
|              | 欠員                     | －  | －   | －   | －   | －   | －   | －     | －     | －     | －     | －     | －     | －     | －     | －     | －     | －     | －     | 1    | 0      | 1      |
| 総計         | 総計                     | 437 | 93   | 10   | 334  | 337  | 100  | 251    | 55     | 4      | 192    | 196    | 55     | 187    | 38     | 6      | 142    | 141    | 45     | 121  | 121    | 242    |
| 出典：総務省 |                          |     |      |      |      |      |      |        |        |        |        |        |        |        |        |        |        |        |        |      |        |        |

### 党派の動き

#### 与党
- 民主党（菅直人代表）

菅代表は、2004年（平成16年）の参院選で獲得した50議席、あるいは現有の54議席が勝敗ラインであると言明した。6月22日、与野党9党首による討論会が日本記者クラブ主催で開かれた。菅は参院選の目標議席について、「現有54議席プラスアルファのアルファを大きくすることに全力を挙げる」と述べた。菅は、参院選で与党が過半数に達しなかった場合、「どの党か、どの勢力か分からないが、いろんな人と話をしないといけない」と述べ、連立の組み替えをさぐる考えを表明。自民、公明、社民、みんな、共産の5党は民主党との連立を否定した。
- 国民新党（亀井静香代表）

「外国人参政権反対」、「選択的夫婦別姓制度反対」、「郵政改革」の明確なテーマをかかげ、ポスターにも記入するなど保守層を意識した選挙戦略をとる方針を立てた。

#### 野党
- 自由民主党（谷垣禎一総裁）

「民主党の単独過半数を阻止し、与党を過半数割れに追い込む」ことを目標とした。勝敗ラインは示さなかったものの、谷垣総裁は参院選で自民党が敗れれば辞任する意向を示した。
- 公明党（山口那津男代表）

選挙区での全候補当選など前回並みの議席数を目標とした。また、地方組織が地域事情で自民党と選挙協力することを容認した。
- 日本共産党（志位和夫委員長）

比例区での5議席確保と2001年参院選以来となる選挙区当選を目指した。
- 社会民主党（福島瑞穂党首）

比例区での3人以上の当選と選挙区での3人以上の当選を目標とした。与党との選挙協力については各地域の事情を考慮して検討するとした。
- みんなの党（渡辺喜美代表）

渡辺代表は10議席以上の確保を目標にし、政界再編を仕掛けていく姿勢をみせた。

#### 諸派
- 国会で与党と協力関係にある新党日本、新党大地は比例代表の事前説明会に出席し、立候補の構えをみせていた。しかし、新党日本は代表の田中康夫が「第三極を育成する必要性を痛感した」旨の発言を行い、この選挙までに衆議院において民主党との統一会派を解消し、新たに国民新党と統一会派を組んだ。もっとも、この両者は参議院では民主党と統一会派を組んでいる。新党日本は後に立候補者を擁立しないことを発表した。
- 中央政界の動きに反発した地方自治体の長や議員の一部とその経験者らは日本創新党を結成。5議席以上の獲得を目標とした。
- 宗教法人「幸福の科学」を母体とし、前年衆院選に大量の候補者を出したものの議席を獲得できなかった幸福実現党は、大川隆法がおもてからは一歩引き、候補者を絞り込んだうえで再度挑戦する意思を示しているが、参院選に向けて就任したはずの党首がわずか1週間で交代するなど、流動的な要素も残されていた。のちに、新党改革結成に加わらなかった大江康弘が入党し、国会で初めて議席を獲得したことで態勢を立て直し、党勢拡大を目指した。
- 新党本質[23]、あきつ新党[24]、平和党核兵器廃絶平和運動は参院選に初参加。女性党、世界経済共同体党[25]、新党フリーウェイクラブ[26]、スマイル党（旧：日本スマイル党）は前回に引き続き候補者を擁立した。
- 維新政党・新風は最終的に候補者の擁立を見送った[27]。ほかに「にっぽんボランティア党」が複数の候補擁立を表明[28]したものの、最終的に断念した[29]。
- 沖縄社会大衆党委員長（当時）の喜納昌春が民主・社民・社大推薦で沖縄県選挙区から出馬予定だったが、普天間基地移設問題を巡る民主党の迷走などを理由に断念した。代わりに社民党系の山城博治が出馬したが落選した。

### PR・マニフェスト等

#### キャッチコピー
- 民主党　　　　：元気な日本を復活させる。[30][31]
- 国民新党　　　：本格保守[30][32]
- 自由民主党　　：いちばん。[30][33]
- 公明党　　　　：公明党だからできる、『クリーンな政治。』『声の届く政治。』『新しい福祉へ。』[30][34]
- 日本共産党　　：“アメリカ・財界いいなり”から「国民が主人公」の政治への転換を[30][35]
- 社会民主党　　：「生活再建まっしぐら」いのち、平和を大切にする[30]
- みんなの党　　：アジェンダ 「脱官僚」「地域主権」「生活重視」[30]
- 新党改革　　　：「世界の中の日本改革」[30]
- たちあがれ日本：日本復活！強い経済 強い財政 強い教育 強いふるさと[30]

#### マニフェスト
近年の選挙ではそれまでの選挙公約から、政権公約「マニフェスト」を提示する流れがあったが、2009年（平成21年）8月30日執行の第45回衆議院議員総選挙で政権を獲得した民主党が、自身の提示したマニフェストの殆どを実行に移せず、結果「マニフェスト」という言葉にもマイナスイメージを持たれることとなった。そのため、野党を中心に「マニフェスト」という言葉を主語として使用するのを避け、「いわゆるマニフェスト」という言葉を語尾に付けた。一方でみんなの党は独自に「アジェンダ」と言う言葉を使用した。
- 民主党　　　　：民主党の政権政策Manifesto2010
- 国民新党　　　：2010政策集国民新党の政権政策 (PDF) （2011年5月24日時点のアーカイブ）
- 自由民主党　　：自民党政策集 J-ファイル2010（マニフェスト） (PDF)
- 公明党　　　　：「新しい福祉」を提案します。 (PDF)
- 日本共産党　　：“アメリカ・財界いいなり”から「国民が主人公」の政治への転換を
-そうしてこそ「政治を変えたい」という願いが生かせます (PDF)
- 社会民主党　　：マニフェスト総合版 (PDF)
- みんなの党　　：みんなの党アジェンダ2010成長戦略 (PDF)
- 新党改革　　　：新党改革の約束2010 (PDF)
- たちあがれ日本：たちあがれ日本 政策宣言2010 (PDF) （2012年10月21日時点のアーカイブ）
- 幸福実現党　　：幸福実現党の詳細版マニフェスト（2010年参院選主要政策） (PDF)
- 日本創新党　　：実現力!―自由で力強い日本へ (PDF)

#### プロモーション
選挙期間中、各政党はCMや新聞、インターネットの動画サイト等を使って積極的にプロモーション展開をした。各政党映像CMでのプロモーションを下記に記す。
- 民主党　　　　：民主党テレビCM「民力結集」～30秒編～

　　　　　　　　民主党TVCM「元気な日本」篇 民主党 - YouTubeチャンネルより
- 国民新党　　　：国民新党ＴＶＣＭ 2010年6月26日(土) 国民新党 - YouTubeチャンネルより
- 自由民主党　　：【自民党テレビＣＭ】いちばん!（谷垣禎一篇）30秒

　　　　　　　　【自民党CM】いちばん!（谷垣&小泉篇）30秒 自民党 - YouTubeチャンネルより
　　　　　　　　【自民党ネットCM】いちばん!（丸川珠代篇）30秒
　　　　　　　　【自民党ネットCM】いちばん!（小泉進次郎篇）30秒 自民党 - YouTubeチャンネルより
- 公明党　　　　：CM「新しい福祉へ」編

　　　　　　　　CM「声の届く政治」編
　　　　　　　　CM「クリーンな政治」編 公明党 - YouTubeチャンネルより
- みんなの党　　：みんなの党 政党広報コマーシャル（CM）「給与25%増」編

　　　　　　　　みんなの党 政党広報コマーシャル（CM）「公務員削減」篇 みんなの党 - YouTubeチャンネルより

### 民間団体の動き

#### 民間団体による候補者アンケート
- 言論NPOが、7月3日に「2010年参議院選挙 候補者アンケート」 の結果を公開している。

#### 民間団体によるマニフェストの評価
- PHP総合研究所は、『2010マニフェスト白書』を発表している。
- 言論NPOは「政権100日評価」や「民主党政権9か月評価」などを発表。
- 21世紀臨調は、「政権実績・参院選公約検証大会」（2010年6月20日）を開催。経済同友会、連合、日本青年会議所、PHP総合研究所、言論NPO、日本総合研究所、チーム・ポリシーウォッチ、全国知事会の8団体が検証結果を発表。

## 主な争点

### 政策
- 政権交代から8か月間の民主党政権（鳩山・菅内閣）に対する中間評価と総括
- 消費税増税問題[36]
- 財政再建・経済成長戦略[37]
- 普天間基地移設問題[38]
- 2010年日本における口蹄疫の流行に対する政府の対応。
- 子ども手当
- 事業仕分け

### 政局
- 鳩山由紀夫・小沢一郎の政治とカネの問題[38]

## 選挙特別番組

### テレビ番組
地上波放送
- NHK『参院選2010開票速報』放送時間 19:55 - 翌4:30（司会：武田真一ほか）
  - 同日行われた2010 FIFAワールドカップ・決勝『スペイン対オランダ』はNHK教育テレビジョンで放送した。
- NNN・日テレNEWS24（CS）『ZERO×選挙2010』放送時間 19:58 - 翌2:00（司会：島田紳助・村尾信尚・櫻井翔ほか）
  - 日テレNEWS24（CS）[39]・日本テレビ『Oha!選挙 NEWS LIVE』放送時間 翌2:00 - 5:20（キャスター：中田有紀・上田まりえ・藤田大介・掛貝梨紗・渡部真希子ほか）
- ANN『選挙STATION2010』放送時間 19:57 - 翌3:30（司会：古舘伊知郎、赤江珠緒、田原総一朗ほか）
- JNN『乱!参院選2010』放送時間 19:57 - 翌2:30（メインキャスター：堀尾正明、スペシャルコメンテーター：ビートたけしほか）
  - （MBS版 キャスター：大八木友之・高井美紀、解説：後藤謙次・石田英司、コメンテーター：小籔千豊・玉岡かおるほか）
- TXN・BSジャパン
  - 『池上彰の選挙スペシャル』放送時間 19:54 - 22:24（総合司会：池上彰、アシスタント：大江麻理子、ゲスト：地井武男・細川茂樹・中川翔子・麻木久仁子）
  - 『ニッポン戦略会議2010』放送時間 22:24 - 23:54（総合司会：小谷真生子ほか）
- FNN『FNN踊る大選挙戦2010』放送時間 19:58 - 翌2:00（総合キャスター：安藤優子・高島彩、出演：木村太郎・石原良純・伊藤利尋・秋元優里ほか）
  - （KTV版『踊る大選挙戦 ANCHOR SPECIAL』 キャスター：山本浩之・村西利恵、解説：青山繁晴・森田実ほか）

BS/CS
- NHK BS1『BS2010参院選開票速報』
- BSイレブン『2010参議院議員選挙「改革と混迷、いま再び信を問う」』
- TBSニュースバード『すべて見せます!最終議席まで』
- 朝日ニュースター『政治決戦!選択の時2010』

### ラジオ番組
AM
- NHKラジオ第1放送 - 『参院選2010開票速報』放送時間 19:55 - 翌5:00
- TBSラジオ - 『ザ・選挙2010 どうなるニッポン 参院選開票スペシャル』[40] 放送時間 19:55 - （出演：荒川強啓、杉浦舞、町田徹、小西克哉、宮台真司ほか）
- 文化放送 - 『ロンドンブーツ1号2号 田村淳の選挙クラブ〜あなたの本音をぶつけてください!』[41] 放送時間 19:40 - 翌0:30　（出演：田村淳、歳川隆雄、太田英明ほか）
- ニッポン放送 - 『黒岩祐治と池上彰のまるわかりニッポン!参院選開票スペシャル』放送時間 20:00 - 翌1:30 [42]（メインパーソナリティ：上柳昌彦アナウンサー　コメンテーター：黒岩祐治、池上彰 出演：浅川博忠）

FM
- エフエム東京 - 『JFN 参院選スペシャル 列島タイムライン7・11』放送時間 23:30 - （出演：上杉隆、岸博幸、矢野貴久子、村田睦、大橋俊夫）
- J-WAVE - 『参院選開票速報』放送時間 7月12日 1:00 -
- NHK-FM放送 - 『参院選2010開票速報』放送時間 19:55 - 翌3:20

### インターネット
- ニコニコ生放送 - ニコニコ参院選特番2010（キャスター：角谷浩一・松嶋初音、出演：原口一博・海江田万里・小池百合子・堀江貴文・上杉隆・西村博之ほか、情報提供：毎日新聞社）

### インターネットの特集サイト
- e国政 - 動画で政治家比較。参院選2010大特集 - Powered by ニコニコ動画
- Google - Google 未来を選ぼう 参院選 2010 - Googleのサービス
- 朝日新聞社 - 2010参院選
- 読売新聞社 - 参院選2010

## 選挙結果
選挙の結果、前回2007年の参院選と同じく参議院で与野党が逆転し、民主党・国民新党は少数与党となった。これにより、衆議院で与党が法案を再可決できない完全なねじれ国会となった。

### 党派別獲得議席
|                                              |                          |                          |                          |                          |                          |                |        |               |                |        |        |        |        |
| 政党                                         | 政党                     | 政党                     | 議席数                   | 増減                     | 選挙区                   | 選挙区         | 選挙区 | 比例区        | 比例区         | 比例区 | 公示前 | 非改選 | 議席計 |
| 政党                                         | 政党                     | 政党                     | 議席数                   | 増減                     | 議席                     | 得票数         | 得票率 | 議席          | 得票数         | 得票率 | 公示前 | 非改選 | 議席計 |
| 与党                                         | 与党                     | 与党                     | 44                       | 013                      | 28                       | 22,756,000.342 | 39.26% | 16            | 19,450,175.551 | 33.27% | 57     | 65     | 109    |
|                                              |                          | 民主党                   | 44                       | 010                      | 28                       | 22,756,000.342 | 38.97% | 16            | 18,450,139.059 | 31.56% | 54     | 62     | 106    |
|                                              | 国民新党                 | 0                        | 003                      | 0                        | 167,555.000              | 0.29%          | 0      | 1,000,036.492 | 1.71%          | 3      | 3      | 3      |        |
| 野党（自公）                                 | 野党（自公）             | 野党（自公）             | 60                       | 011                      | 42                       | 21,761,901.000 | 37.26% | 18            | 21,711,104.161 | 37.14% | 49     | 43     | 103    |
|                                              |                          | 自由民主党               | 51                       | 013                      | 39                       | 19,496,083.000 | 33.38% | 12            | 14,071,671.422 | 24.07% | 38     | 33     | 84     |
|                                              | 公明党                   | 9                        | 002                      | 3                        | 2,265,818.000            | 3.88%          | 6      | 7,639,432.739 | 13.07%         | 11     | 10     | 19     |        |
| 野党（他）・無所属                           | 野党（他）・無所属       | 野党（他）・無所属       | 17                       | 003                      | 3                        | 13,715,351.557 | 23.48% | 14            | 17,063,126.564 | 29.59% | 14     | 23     | 40     |
|                                              |                          | みんなの党               | 10                       | 010                      | 3                        | 5,977,391.485  | 10.24% | 7             | 7,943,649.369  | 13.59% | 0      | 1      | 11     |
|                                              | 日本共産党               | 3                        | 001                      | 0                        | 4,256,400.000            | 7.29%          | 3      | 3,563,556.590 | 6.10%          | 4      | 3      | 6      |        |
|                                              | 社会民主党               | 2                        | 001                      | 0                        | 602,684.000              | 1.03%          | 2      | 2,242,735.155 | 3.84%          | 3      | 2      | 4      |        |
|                                              | たちあがれ日本           | 1                        | 増減なし                 | 0                        | 328,475.000              | 0.56%          | 1      | 1,232,207.336 | 2.11%          | 1      | 2      | 3      |        |
|                                              | 新党改革                 | 1                        | 004                      | 0                        | 625,431.000              | 1.07%          | 1      | 1,172,395.190 | 2.01%          | 5      | 1      | 2      |        |
|                                              | 日本創新党               | 0                        | 増減なし                 | 0                        | 296,697.000              | 0.51%          | 0      | 493,619.989   | 0.84%          | 0      | 0      | 0      |        |
|                                              | 女性党                   | 0                        | 増減なし                 | －                       | －                       | －             | 0      | 414,962.935   | 0.71%          | 0      | 0      | 0      |        |
|                                              | 幸福実現党               | 0                        | 増減なし                 | 0                        | 291,810.000              | 0.50%          | 0      | 229,026..162  | 0.39%          | 0      | 1      | 1      |        |
|                                              | スマイル党               | 0                        | 増減なし                 | 0                        | 7,599.000                | 0.01%          | －     | －            | －             | 0      | 0      | 0      |        |
|                                              | 世界経済共同体党         | 0                        | 増減なし                 | 0                        | 4,900.000                | 0.01%          | －     | －            | －             | 0      | 0      | 0      |        |
|                                              | 新党本質                 | 0                        | 増減なし                 | 0                        | 3,662.000                | 0.01%          | －     | －            | －             | 0      | 0      | 0      |        |
|                                              | 平和党核兵器廃絶平和運動 | 0                        | 増減なし                 | 0                        | 2,280.000                | 0.00%          | －     | －            | －             | 0      | 0      | 0      |        |
|                                              | 新党フリーウェイクラブ   | 0                        | 増減なし                 | 0                        | 1,893.000                | 0.00%          | －     | －            | －             | 0      | 0      | 0      |        |
|                                              | あきつ新党               | 0                        | 増減なし                 | 0                        | 1,816.000                | 0.00%          | －     | －            | －             | 0      | 0      | 0      |        |
|                                              | 無所属                   | 0                        | 001                      | 0                        | 1,314,313.072            | 2.25%          | －     | －            | －             | 1      | 3      | 3      |        |
|                                              | 新党日本                 | 0                        | 増減なし                 | －                       | －                       | －             | －     | －            | －             | 0      | 1      | 1      |        |
|                                              | 沖縄社会大衆党           | 0                        | 増減なし                 | －                       | －                       | －             | －     | －            | －             | 0      | 1      | 1      |        |
|                                              | 欠員                     | 欠員                     | 0                        | 001                      | －                       | －             | －     | －            | －             | －     | 1      | 0      | 0      |
| 総計                                         | 総計                     | 総計                     | 121                      | 増減なし                 | 73                       | 58,400,807.899 | 100.0% | 48            | 58,453,432.438 | 100.0% | 121    | 121    | 242    |
| 有効票数（有効率）                           | 有効票数（有効率）       | 有効票数（有効率）       | 有効票数（有効率）       | 有効票数（有効率）       | 有効票数（有効率）       | 58,400,808     | 96.92% |               | 58,453,996     | 97.02% |        |        |        |
| 無効票・白票数（無効率）                     | 無効票・白票数（無効率） | 無効票・白票数（無効率） | 無効票・白票数（無効率） | 無効票・白票数（無効率） | 無効票・白票数（無効率） | 1,853,292      | 3.08%  | 1,793,766     | 2.98%          |        |        |        |        |
| 投票総数                                     | 投票総数                 | 投票総数                 | 投票総数                 | 投票総数                 | 投票総数                 | 60,254,100     | －     |               | 60,247,762     | －     |        |        |        |
| 不足票数                                     | 不足票数                 | 不足票数                 | 不足票数                 | 不足票数                 | 不足票数                 | 1,570          | －     | 3,452         | －             |        |        |        |        |
| 投票者数（投票率）                           | 投票者数（投票率）       | 投票者数（投票率）       | 投票者数（投票率）       | 投票者数（投票率）       | 投票者数（投票率）       | 60,255,670     | 57.92% |               | 60,251,214     | 57.92% |        |        |        |
| 国内投票者数（投票率）                       | 国内投票者数（投票率）   | 国内投票者数（投票率）   | 国内投票者数（投票率）   | 国内投票者数（投票率）   | 国内投票者数（投票率）   | 60,228,819     | 57.96% | 60,223,614    | 57.95%         |        |        |        |        |
| 在外投票者数（投票率）                       | 在外投票者数（投票率）   | 在外投票者数（投票率）   | 在外投票者数（投票率）   | 在外投票者数（投票率）   | 在外投票者数（投票率）   | 26,851         | 23.71% | 27,600        | 24.38%         |        |        |        |        |
| 棄権者数（棄権率）                           | 棄権者数（棄権率）       | 棄権者数（棄権率）       | 棄権者数（棄権率）       | 棄権者数（棄権率）       | 棄権者数（棄権率）       | 43,773,465     | 42.08% |               | 43,777,921     | 42.08% |        |        |        |
| 国内棄権者数（棄権率）                       | 国内棄権者数（棄権率）   | 国内棄権者数（棄権率）   | 国内棄権者数（棄権率）   | 国内棄権者数（棄権率）   | 国内棄権者数（棄権率）   | 43,687,086     | 42.04% | 43,692,291    | 42.05%         |        |        |        |        |
| 在外棄権者数（棄権率）                       | 在外棄権者数（棄権率）   | 在外棄権者数（棄権率）   | 在外棄権者数（棄権率）   | 在外棄権者数（棄権率）   | 在外棄権者数（棄権率）   | 86,379         | 76.29% | 85,630        | 75.62%         |        |        |        |        |
| 有権者数                                     | 有権者数                 | 有権者数                 | 有権者数                 | 有権者数                 | 有権者数                 | 104,029,135    | 100.0% |               | 104,029,135    | 100.0% |        |        |        |
| 国内有権者数（国内率）                       | 国内有権者数（国内率）   | 国内有権者数（国内率）   | 国内有権者数（国内率）   | 国内有権者数（国内率）   | 国内有権者数（国内率）   | 103,915,905    | 99.89% | 103,915,905   | 99.89%         |        |        |        |        |
| 在外有権者数（在外率）                       | 在外有権者数（在外率）   | 在外有権者数（在外率）   | 在外有権者数（在外率）   | 在外有権者数（在外率）   | 在外有権者数（在外率）   | 113,230        | 0.11%  | 113,230       | 0.11%          |        |        |        |        |
| 出典：総務省｜第22回参議院議員通常選挙結果調 |                          |                          |                          |                          |                          |                |        |               |                |        |        |        |        |

選挙区投票率：57.92%（前回比： .72%）
【男性：58.38%（前回比： 0.49%） 女性：57.49%（前回比： 0.93%）】
比例区投票率：57.92%（前回比： 0.71%）
【男性：58.37%（前回比： 0.49%） 女性：57.49%（前回比： 0.93%）】

### 党派の動き

#### 与党
- 民主党

民主党は現職の閣僚などの大物議員が落選し、特に勝敗を分ける1人区では8勝21敗と党勢は後退した。複数区では小沢一郎前幹事長の方針で2人の候補が擁立されたが、東京都選挙区と愛知県選挙区を除き1人の当選にとどまった。なお、複数区で候補者が共倒れ（両方とも落選）することはなかったが、残りの1議席を、民主党の公認候補同士で争うケースが見られた。得票数・得票率では全政党中第一位を保持し、選挙後の党派別議席数でも第一党を維持した。
- 国民新党

同じく与党である国民新党は比例区で長谷川憲正が40万票余りを獲得したものの、議席の確保には至らなかった。

#### 野党
- 自由民主党

野党第1党である自民党は1人区で21勝8敗と大勝、複数区でも2人の候補を擁立した東京都選挙区と千葉県選挙区で片方が落選した以外は全員当選し、公示前から13議席増の51議席を獲得し復調、改選第1党となり前年の衆院選後続いていた党勢の衰退に歯止めをかけた。なお、自民党が参議院選挙で改選第1党となったのは第19回参院選（2001年）以来の9年ぶりであり、選挙区での39議席獲得も第19回参院選に迫る獲得議席数である。しかし、比例区では12議席しか獲得できず、結党以来の最低記録の14議席（第18回参院選（1998年）・第21回参院選（2007年））をさらに下回る結果となった。
- その他野党

注目された第三極は、みんなの党が選挙区・比例区合わせて10議席を獲得し改選第3党となった反面、新党ブームで誕生した新党改革は4議席減らし（但し、引退が3名）、たちあがれ日本も現有議席維持にとどまった（共に比例区で1議席のみの獲得）。また、組織票を持っている公明党、共産党、社民党も議席を減らすなど、みんなの党の独り勝ちの様相を呈した選挙となった。しかし、そのみんなの党も選挙区での議席獲得には伸び悩みを見せた。公明党の候補者のいない選挙区である千葉県、神奈川県、愛知県では順調に得票を伸ばし千葉県と神奈川県で議席を獲得したが、埼玉県では比例区では公明党よりも得票率が高かったのに選挙区では比例区よりも得票を減らし、結果として公明党の後塵を拝して落選した。東京都でも比例区では92万票を獲得しながら選挙区では65万票しか獲得できず最下位5位での当選となり、この選挙での浮動票を多く獲得したと言われるみんなの党が比例区と選挙区ではその様子が微妙に異なる結果となった。
- 諸派・無所属

幸福実現党は前年の衆院選と同じく全ての選挙区・比例区で供託金没収点を下回り全員落選した。日本創新党は東京都選挙区に出馬した山田宏が20万票以上、比例区では中田宏が12万票余りを獲得するも及ばず、議席を獲得することが出来なかった。
その他の諸派（女性党、世界経済共同体党、新党フリーウェイクラブ、スマイル党、新党本質、あきつ新党、平和党核兵器廃絶平和運動）や無所属の当選者もゼロとなった。

#### 政党別の投票数と当選者数の逆転現象
選挙区の得票数と比例代表の得票数の両方で民主党が自民党を上回っているが、獲得議席数では逆転している。これは、民主党が2人区以上では基本的に2人の候補者を擁立したが自民党は逆に2人擁立区は東京・千葉の2選挙区でしかなかったことが原因の1つである。
また、選挙の争点として、「民主党を中心とした政権が参議院の過半数を獲得するか」が最大の争点となり、民主党批判票は1人区では自民党候補に集中し1人区で民主党が惨敗した。3人区以上では自民党、公明党、みんなの党に票がバランス良く分散したため、3人区では自民党、民主党各1人ずつ当選で後の議席をみんなの党、民主党、これに公明党で争う展開となり、民主党の落選が増える結果となった。一方、2人区では民主党と自民党が議席を分けあい無風に近い状態となった。民意は民主党政権に一時的に待ったをかける結果となった。
過去の参議院選挙においても第15回参議院議員通常選挙、第18回参議院議員通常選挙などで、与党が負けた場合にこのような票の動きが起きている。
| 党派   | 比例代表       | 比例代表 | 比例代表 | 選挙区         | 選挙区 | 選挙区 | 合計 議席 |
| 党派   | 得票数         | 得票率   | 議席     | 得票数         | 得票率 | 議席   | 合計 議席 |
| ------ | -------------- | -------- | -------- | -------------- | ------ | ------ | --------- |
| 民主党 | 18,450,139.059 | 31.56%   | 16       | 22,756,000.342 | 38.97% | 28     | 44        |
| 自民党 | 14,071,671.422 | 24.07%   | 12       | 19,496,083.000 | 33.38% | 39     | 51        |

| 党派                                   | 比例代表      | 比例代表 | 選挙区        | 選挙区 | 選挙区 | 選挙区 |
| 党派                                   | 得票数        | 得票率   | 得票数        | 得票率 | 議席   | 候補者 |
| -------------------------------------- | ------------- | -------- | ------------- | ------ | ------ | ------ |
| 民主党                                 | 5,294,575.400 | 30.30%   | 7,064,614.050 | 40.14% | 8      | 29     |
| 自民党                                 | 4,986,223.900 | 28.53%   | 8,251,162.000 | 46.89% | 21     | 29     |
| 公明党                                 | 2,210,957.300 | 12.65%   | -             | -      | -      | -      |
| みんなの党                             | 2,084,197.500 | 11.93%   | 681,994.910   | 3.88%  | 0      | 6      |
| 自民・公明・みんな 3党の比例区合計得票 | 9,281,378.700 | 53.11%   | -             | -      | -      | -      |

※選挙区の民主党の得票数・候補者数には香川・沖縄の与党系無所属の候補者を含む。
| 党派                                   | 比例代表       | 比例代表 | 選挙区        | 選挙区 | 選挙区 | 選挙区 |
| 党派                                   | 得票数         | 得票率   | 得票数        | 得票率 | 議席   | 候補者 |
| -------------------------------------- | -------------- | -------- | ------------- | ------ | ------ | ------ |
| 民主党                                 | 7,247,797.000  | 31.43%   | 8,694,617.290 | 37.88% | 8      | 12     |
| 自民党                                 | 4,778,885.900  | 20.72%   | 5,182,453.000 | 22.58% | 6      | 8      |
| 公明党                                 | 3,079,605.900  | 13.35%   | 2,265,818.000 | 9.87%  | 3      | 3      |
| みんなの党                             | 3,577,772.500  | 15.51%   | 3,256,255.580 | 14.19% | 3      | 6      |
| 自民・公明・みんな 3党の比例区合計得票 | 11,436,264.300 | 49.58%   | -             | -      | -      | -      |

## 議員

### 選挙区当選者
民主党   自由民主党   公明党   みんなの党 
| 改選定数3以上 | 改選定数3以上 | 改選定数3以上 | 改選定数3以上 | 改選定数3以上 | 改選定数3以上 |
| ------------- | ------------- | ------------- | ------------- | ------------- | ------------- |
| 東京都        | 蓮舫          | 竹谷とし子    | 中川雅治      | 小川敏夫      | 松田公太      |
| 神奈川県      | 小泉昭男      | 中西健治      | 金子洋一      |               |               |
| 埼玉県        | 関口昌一      | 西田実仁      | 大野元裕      |               |               |
| 千葉県        | 小西洋之      | 猪口邦子      | 水野賢一      |               |               |
| 愛知県        | 藤川政人      | 斎藤嘉隆      | 安井美沙子    |               |               |
| 大阪府        | 石川博崇      | 北川イッセイ  | 尾立源幸      |               |               |

| 改選定数2 | 改選定数2 | 改選定数2  | 改選定数2 | 改選定数2 | 改選定数2 | 改選定数2 | 改選定数2 | 改選定数2 |
| --------- | --------- | ---------- | --------- | --------- | --------- | --------- | --------- | --------- |
| 北海道    | 長谷川岳  | 徳永エリ   | 宮城県    | 熊谷大    | 桜井充    | 福島県    | 増子輝彦  | 岩城光英  |
| 茨城県    | 岡田広    | 郡司彰     | 新潟県    | 田中直紀  | 中原八一  | 長野県    | 若林健太  | 北澤俊美  |
| 岐阜県    | 渡辺猛之  | 小見山幸治 | 静岡県    | 岩井茂樹  | 藤本祐司  | 京都府    | 福山哲郎  | 二之湯智  |
| 兵庫県    | 末松信介  | 水岡俊一   | 広島県    | 宮澤洋一  | 柳田稔    | 福岡県    | 大家敏志  | 大久保勉  |

| 改選定数1 | 改選定数1  | 改選定数1 | 改選定数1 | 改選定数1 | 改選定数1  | 改選定数1 | 改選定数1  | 改選定数1 | 改選定数1 |
| --------- | ---------- | --------- | --------- | --------- | ---------- | --------- | ---------- | --------- | --------- |
| 青森県    | 山崎力     | 岩手県    | 主濱了    | 秋田県    | 石井浩郎   | 山形県    | 岸宏一     | 栃木県    | 上野通子  |
| 群馬県    | 中曽根弘文 | 山梨県    | 輿石東    | 富山県    | 野上浩太郎 | 石川県    | 岡田直樹   | 福井県    | 山崎正昭  |
| 三重県    | 芝博一     | 滋賀県    | 林久美子  | 奈良県    | 前川清成   | 和歌山県  | 鶴保庸介   | 鳥取県    | 浜田和幸  |
| 島根県    | 青木一彦   | 岡山県    | 江田五月  | 山口県    | 岸信夫     | 徳島県    | 中西祐介   | 香川県    | 磯﨑仁彦  |
| 愛媛県    | 山本順三   | 高知県    | 広田一    | 佐賀県    | 福岡資麿   | 長崎県    | 金子原二郎 | 熊本県    | 松村祥史  |
| 大分県    | 足立信也   | 宮崎県    | 松下新平  | 鹿児島県  | 野村哲郎   | 沖縄県    | 島尻安伊子 |           |           |

#### 補欠選挙等
当該任期中の補欠選挙は以下に挙げる2013年4月の1例だけであった。
| 年   | 月日 | 選挙区 | 選出     | 新旧別 | 当選者 | 当選政党   | 欠員   | 欠員政党   | 欠員事由       |
| ---- | ---- | ------ | -------- | ------ | ------ | ---------- | ------ | ---------- | -------------- |
| 2013 | 4.28 | 山口県 | 補欠選挙 | 新     | 江島潔 | 自由民主党 | 岸信夫 | 自由民主党 | 2012.11.30辞職 |

### 比例区当選者
民主党   自由民主党   公明党   みんなの党   日本共産党   社会民主党   たちあがれ日本   新党改革 
| 1-8   | 有田芳生   | 片山さつき | 谷亮子     | 柴田巧   | 秋野公造   | 佐藤ゆかり | 直嶋正行   | 山谷えり子   |
| 9-16  | 小林正夫   | 江口克彦   | 長沢広明   | 柳澤光美 | 市田忠義   | 髙階恵美子 | 石橋通宏   | 三原じゅん子 |
| 17-24 | 上野宏史   | 難波奨二   | 横山信一   | 中村博彦 | 津田弥太郎 | 福島瑞穂   | 那谷屋正義 | 脇雅史       |
| 25-32 | 寺田典城   | 谷合正明   | 江崎孝     | 田村智子 | 藤井基之   | 藤末健三   | 小野次郎   | 小坂憲次     |
| 33-40 | 加藤敏幸   | 浜田昌良   | 前田武志   | 水落敏栄 | 小熊慎司   | 田城郁     | 宇都隆史   | 荒木清寛     |
| 41-48 | 片山虎之助 | 白眞勲     | 大門実紀史 | 赤石清美 | 荒井広幸   | 西村正美   | 桜内文城   | 吉田忠智     |

#### 繰上当選等
| 年   | 月日  | 新旧別   | 当選者   | 名簿政党   | 欠員       | 欠員事由       |
| ---- | ----- | -------- | -------- | ---------- | ---------- | -------------- |
| 2012 | 12.14 | 新       | 真山勇一 | みんなの党 | 上野宏史   | 2012.12.4退職  |
| 2012 | 12.14 | 新       | 藤巻幸夫 | みんなの党 | 小熊慎司   | 2012.12.4退職  |
| 2012 | 12.14 | 新       | 山田太郎 | みんなの党 | 桜内文城   | 2012.12.4退職  |
| 2013 | 8.6   | 新       | 堀内恒夫 | 自由民主党 | 中村博彦   | 2013.7.31死去  |
| 2014 | 3.31  | 新       | 田中茂   | みんなの党 | 藤巻幸夫   | 2014.3.15死去  |
| 2014 | 12.4  | 新       | 阿達雅志 | 自由民主党 | 佐藤ゆかり | 2014.11.21辞職 |
| 2016 | －    | （欠員） | （欠員） | みんなの党 | 真山勇一   | 2016.6.21辞職  |

### 初当選
計55名
※：衆議院議員経験者
民主党 
13名
- 徳永エリ　（北海道）
- 大野元裕　（埼玉）
- 小西洋之　（千葉）
- 小見山幸治（岐阜）
- 斎藤嘉隆　（愛知）

- 安井美沙子（愛知）
- 有田芳生　（比例）
- 谷亮子　　（比例）
- 石橋通宏　（比例）
- 田城郁　　（比例）

- 江崎孝　　（比例）
- 難波奨二　（比例）
- 西村正美　（比例）

自由民主党 
25名
- 長谷川岳　（北海道）
- 石井浩郎　（秋田）
- 熊谷大　　（宮城）
- 上野通子　（栃木）
- 猪口邦子　（千葉）※

- 中原八一　（新潟）
- 若林健太　（長野）
- 岩井茂樹　（静岡）
- 渡辺猛之　（岐阜）
- 藤川政人　（愛知）

- 宮澤洋一　（広島）※
- 浜田和幸　（鳥取）
- 青木一彦　（島根）
- 中西祐介　（徳島）
- 磯﨑仁彦　（香川）

- 大家敏志　（福岡）
- 福岡資麿　（佐賀）※
- 金子原二郎（長崎）※
- 片山さつき（比例）※
- 佐藤ゆかり（比例）※

- 髙階恵美子（比例）
- 三原じゅん子（比例）
- 小坂憲次　（比例）※
- 宇都隆史　（比例）
- 赤石清美　（比例）

公明党
5名
- 石川博崇　（大阪）
- 竹谷とし子（東京）
- 秋野公造　（比例）
- 長沢広明　（比例）※
- 横山信一　（比例）

日本共産党
1名
- 田村智子　（比例）

社会民主党
1名
- 吉田忠智　（比例）

みんなの党 
10名
- 中西健治　（神奈川）
- 水野賢一　（千葉）※
- 松田公太　（東京）
- 柴田巧　　（比例）
- 江口克彦　（比例）

- 上野宏史　（比例）
- 寺田典城　（比例）
- 小野次郎　（比例）※
- 小熊慎司　（比例）
- 桜内文城　（比例）

### 返り咲き・復帰
計4名
自由民主党 
3名
- 山崎力　　（青森）
- 野上浩太郎（富山）
- 藤井基之　（比例）

たちあがれ日本
1名
- 片山虎之助（比例）

### 引退・不出馬
計27名
民主党
計6名
- 峰崎直樹　（北海道）
- 田名部匡省（青森）
- 佐藤泰介　（愛知）
- 木俣佳丈　（愛知）
- 内藤正光　（比例）

- 高嶋良充　（比例）

自由民主党
10名
- 浅野勝人　（愛知）
- 河合常則　（富山）
- 青木幹雄　（島根）
- 岩永浩美　（佐賀）
- 木村仁　　（熊本）

- 泉信也　　（比例）
- 荻原健司　（比例）
- 加納時男　（比例）
- 佐藤昭郎　（比例）
- 南野知恵子（比例）

公明党
5名
- 沢雄二　　（東京）
- 山下栄一　（大阪）
- 浜四津敏子（比例）
- 弘友和夫　（比例）
- 風間昶　　（比例）

社会民主党
1名
- 渕上貞雄　（比例）

国民新党 
1名
- 亀井郁夫　（広島）

新党改革
3名
- 矢野哲朗　（栃木）
- 山内俊夫　（香川）
- 渡辺秀央　（比例）

無所属 
1名
- 松田岩夫　（岐阜）

### 落選
計31名
民主党
17名
- 簗瀬進　　（栃木）
- 富岡由紀夫（群馬）
- 島田智哉子（埼玉）
- 千葉景子　（神奈川）
- 鈴木陽悦　（新潟）

- 山下八洲夫（岐阜）
- 犬塚直史　（熊本）
- 喜納昌吉　（比例）
- 工藤堅太郎（比例）
- 松岡徹　　（比例）

- 田村耕太郎（比例）
- 円より子　（比例）
- 土田博和　（比例）
- 大石正光　（比例）
- 下田敦子　（比例）

- 広中和歌子（比例）[注 6]
- 家西悟　　（比例）

自由民主党
4名
- 椎名一保　（千葉）
- 秋元司　　（比例）
- 西島英利　（比例）
- 神取忍　　（比例）

公明党
2名
- 浮島とも子（比例）
- 鰐淵洋子　（比例）

日本共産党 
2名
- 小池晃　　（東京）
- 仁比聡平　（比例）

国民新党
2名
- 吉村剛太郎　（福岡）
- 長谷川憲正　（比例）

新党改革
1名
- 小池正勝　（徳島）

たちあがれ日本 
1名
- 中川義雄　（比例）[注 7]

無所属  
2名
- 市川一朗　（宮城）
- 近藤正道　（新潟）